# Vestfjorden
Vestfjorden je 155 km dlouhý fjord v severonorském kraji Nordland. Odděluje souostroví Lofoty od severozápadního pobřeží Norska.
Jeho jméno znamená doslovně Západní fjord. Přestože se o něm hovoří jako o fjordu, byl by nejlépe popsán jako úzký mořský záliv nebo otevřená zátoka. Výraz fjord pochází ze staroseverského fjördr, což znamenalo záliv nebo zátoku. V dnešních severogermánských jazycích) se používá mnohem všeobecněji pro vodní plochu.
Západní fjord se rozkládá od oblasti poblíž města Narviku směrem na západ a jihozápad. Jeho ústí, jež probíhá zhruba v linii od města Bodø na pevnině k ostrovům Røstlandet a Værøya severozápadně od Bodø, je asi 80 km široké.
Vestfjorden je rovněž známý lovem tresek, které se tu loví již od raného středověku. V poslední době se zdejší turistickou atrakcí staly zimní nájezdy velkých skupin či stád kosatek dravých do vnitřní, na ryby bohaté, oblasti Vestfjordenu. V zimním období zde bývají časté mořské bouře.

## Galerie

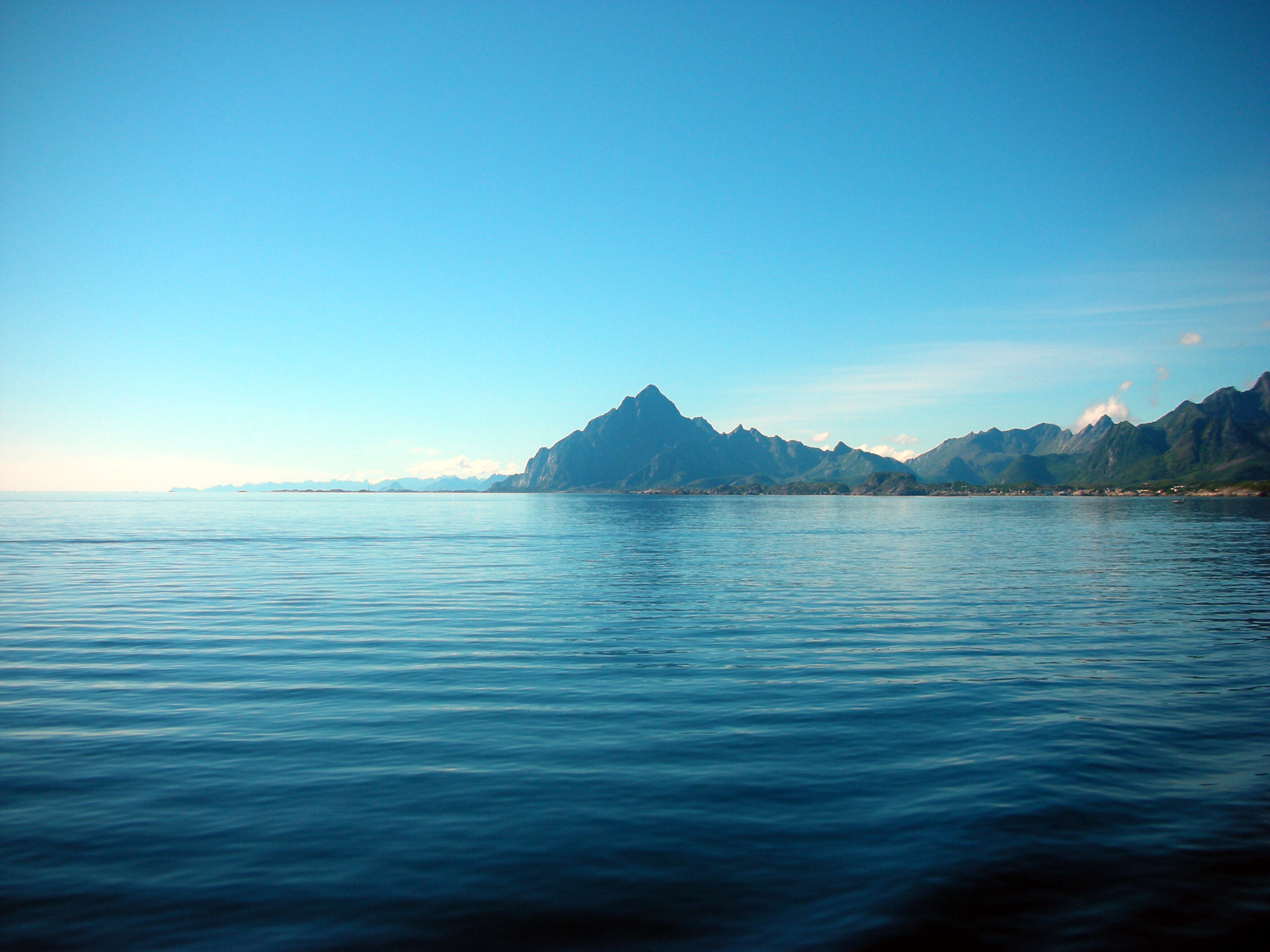
Hora Vågakallen na lofotském ostrově Austvågøy, pohled z východu
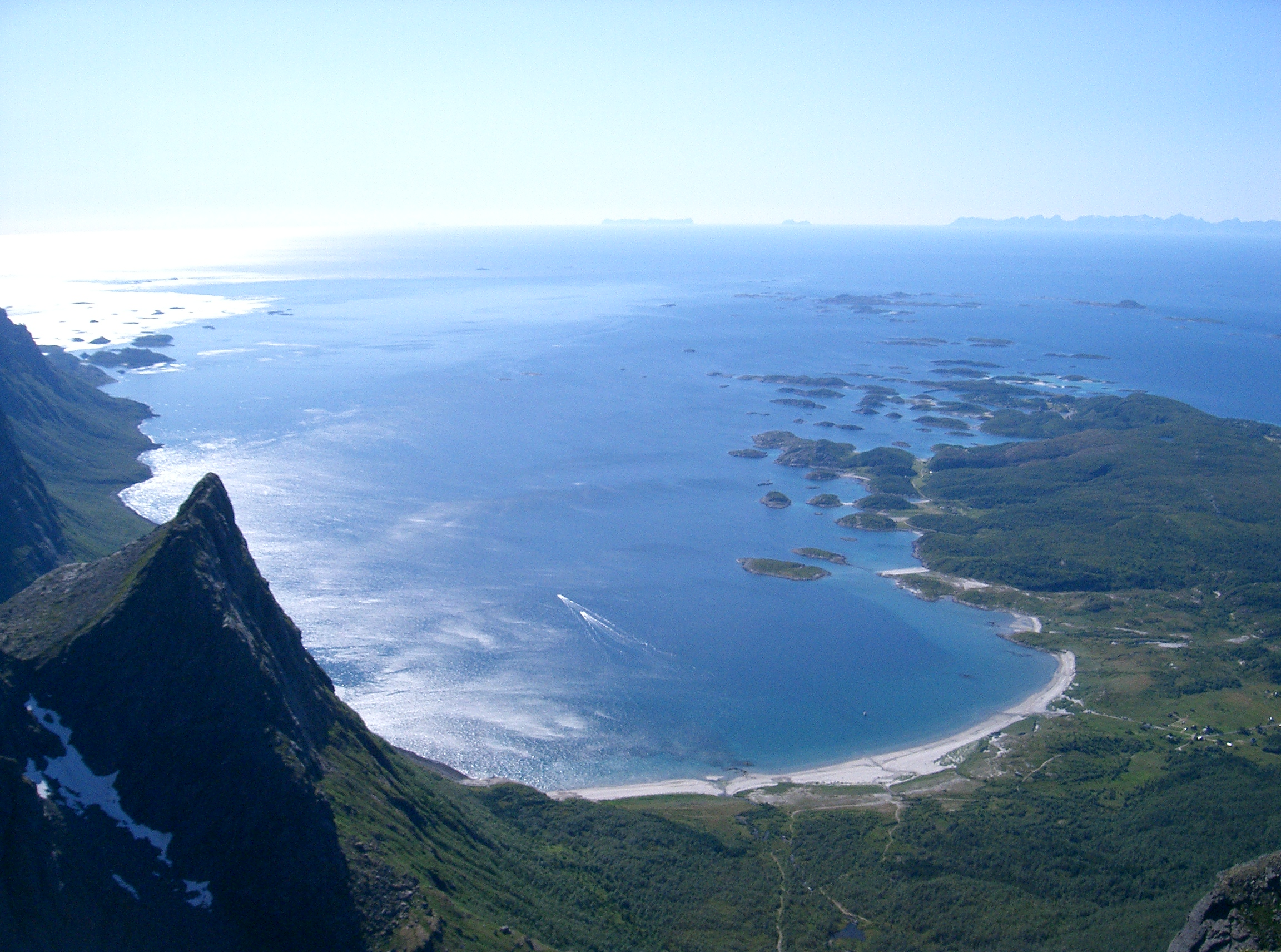
Vestfjorden při pohledu z hory u města Steigen
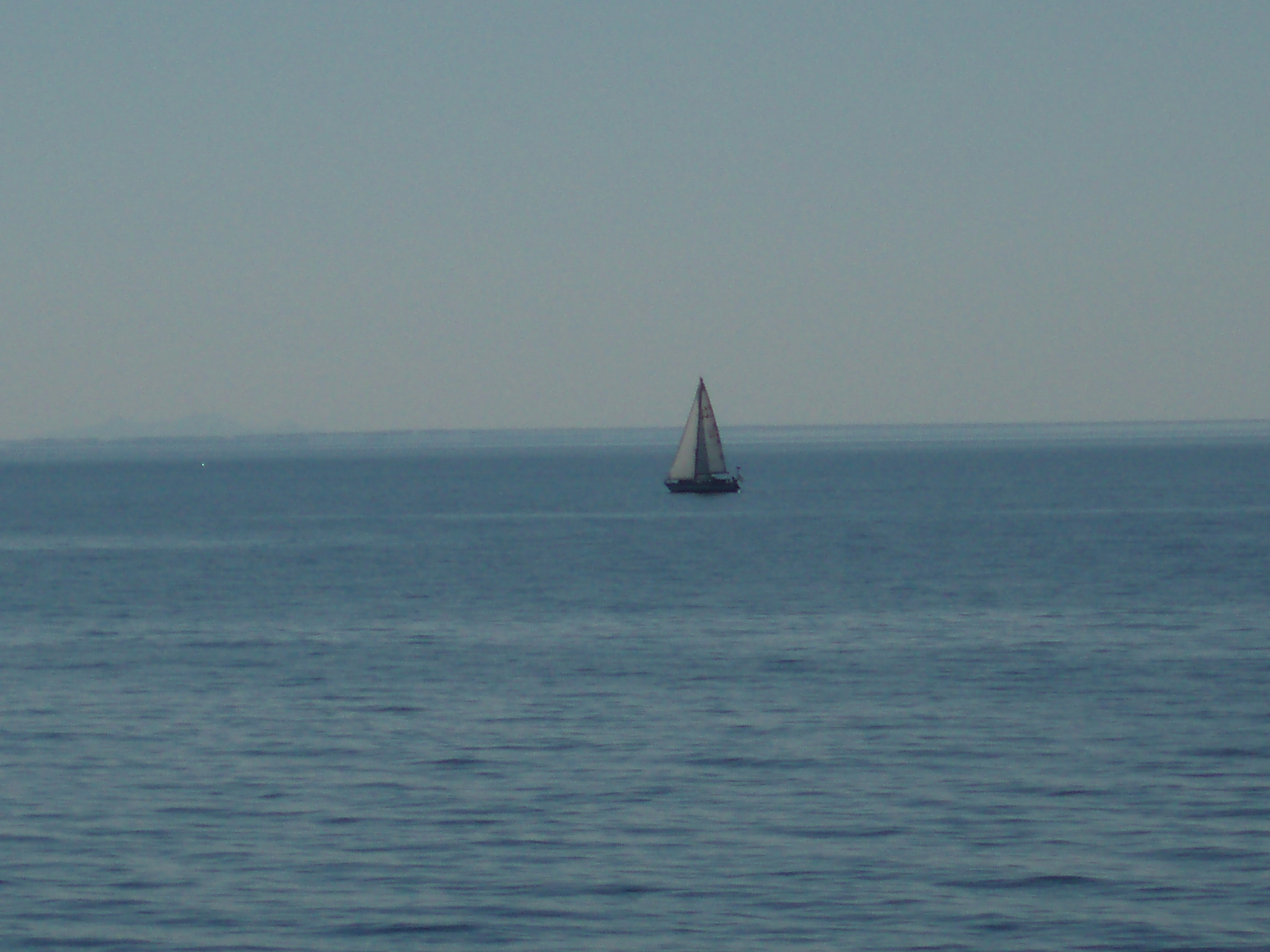
Poklidný letní den ve Vestfjordenu